# Zygmunt Mackiewicz (polityk)
Zygmunt Mackiewicz, lit. Zygmunt Mackevič (ur. 29 lutego 1944 w Ochotnikach w powiecie wileńskim) – litewski histolog i polityk polskiej narodowości, poseł na Sejm Republiki Litewskiej (1996–2000).

## Życiorys
Ukończył szkołę średnią w Niemenczynie i technikum rolnicze w Bujwidziszkach. Pracował jako nauczyciel w szkole rolniczej w Wilnie, studiując jednocześnie w instytucie weterynaryjnym w Witebsku. W 1972 podjął pracę jako wykładowca w katedrze histologii wydziału biologii Akademii Weterynaryjnej w Moskwie, gdzie napisał dysertację. W 1991 uzyskał stopień naukowy doktora habilitowanego w instytucie morfologii człowieka Akademii Nauk Medycznych ZSRR.
Od 1975 do 1980 pracował w laboratorium chirurgicznym wydziału medycyny Uniwersytetu Wileńskiego, gdzie nauczał histologii. Od 1980 stał na czele laboratorium patomorfologicznego instytutu medycyny klinicznej i eksperymentalnej. W latach 80. odbył staże m.in. na Uniwersytecie Katolickim w Lowanium, uczelniach w Manchesterze, Oksfordzie i Cambridge, później (1995) również w Krakowie. Od 1982 do 1990 pełnił funkcję przewodniczącego litewskiego towarzystwa patologicznego. W 1993 za swoje publikacje otrzymał nagrodę przyznaną przez George'a Sorosa.
Przystąpił do Związku Polaków na Litwie, kierował Instytutem Kultury Polskiej w Wilnie, zaangażował się również w działalność niepodległościową w ramach Sąjūdisu, wchodząc w skład niepodległościowego Sejmu Sąjūdisu. Członek litewskiego związku szlachty oraz Polskiego Towarzystwa Naukowego na Obczyźnie. W latach 1981–1990 był członkiem KPZR, na początku lat 90. uzyskał bilet Związku Ojczyzny. W 1996 wybrano go do Sejmu z 27. miejsca listy krajowej konserwatystów, mandat sprawował do 2000.
W 2010 został kierownikiem Zakładu Histologii i Embriologii Uniwersytetu Medycznego w Białymstoku. Wykładał również na Uniwersytecie Opolskim. 7 października 2010 otrzymał tytuł profesora nauk medycznych.

## Odznaczenia
- Komandor Orderu Narodowego Zasługi (1997)[3]
- Medal Niepodległości Litwy (2000)[3]